# アル・タアーウンFC
アル・タアーウン・フットボール・クラブ（英語: Al Taawoun Football Club, アラビア語: التعاون)）は、サウジアラビアのブライダをホームタウンとする、サウジ・プロフェッショナルリーグに加盟するプロサッカークラブである。

## 概要
タアーウン（تعاون）はアラビア語で「協力」、「団結」、「シナジー」を意味する言葉であり、スポーツチームの名称としてはありふれたものである。隣国カタールのアル・ホールSCも、1963年から2004年まで「アル・タアーウンFC」の名称であった。本項のサッカークラブは他のチームと区別するため、「サウードの」や「リヤードの」をつけて呼ぶ場合がある。
アル・タアーウンはサッカー以外にもバレーボール、バスケットボール、ハンドボール、卓球、テコンドー、空手等の部門を持つ総合スポーツクラブで、2017年にクラブ施設を一新。ホームスタジアムも施設内に完成したアル・タアーウン・クラブ・スタジアム（ウルブス・パーク）に移転した。なお、従前のホームスタジアムであったキング・アブドゥッラー・スポーツシティ・スタジアムも使用する。

## 歴史
1956年に、アル・タアーウンFCの前身となるサッカークラブがサーリフ・アリー・ワービリーによって創設された。当時の名前はアル・シャバーブFC（アッ＝シャバーブ＝ッ＝サウーディー）であった。同クラブは創設後4年が経った1960年にプロフェッショナル・クラブとして公式に登録された。アル・シャバーブFCはザイド・ウムラーニー監督の下、第1ディヴィジョン（2部リーグの最上位ディヴィジョン）昇格をチーム史上初めて達成させるが、次のシーズンには降格した。2年後には再度、第1ディヴィジョンに昇格したが、その1年後には降格した。
アル・タアーウンFCは毎年開催される国王杯争奪リーグ戦において、1990年に準優勝した。このときは優勝チーム決定戦をアル・ナスルFCと争い、敗れ、国王杯を逃した。2015年秋から2016年冬にかけてのシーズンは、かつてないほど好調で、AFCチャンピオンズリーグへの出場権を得た。同大会における最終成績は最上位ディヴィジョンの4位であった。これはアル・タアーウンFCのチーム史上最高の成績と言える。また、カスィーム州に本拠を置くチームとしては、はじめてアジア・チャンピオンズ・リーグへの出場を果たしたチームとしても記録された。その他、アル・タアーウンFCは、2部リーグであったときに準優勝を2度経験している。また、2部リーグにいながら国王杯の決勝チームになったという記録もある。
2009年秋から2010年冬にかけてのシーズンにおいては、10年以上も遠ざかっていた1部リーグ昇格を果たしたのみならず、準優勝も達成した。その2010年シーズン以来、サウジ・プロフェッショナルリーグ (SPL) に所属している。
2023-24シーズン、SPLを4位で終えてAFCチャンピオンズリーグ2 2024/25グループステージ出場権を獲得した。

## タイトル

### 国内タイトル
- サウジ国王杯：1回
  - 2019

### 国際タイトル
- なし

## 歴代監督
- ハジェヴスキー・ギョキッツァ 2012-2013
- コンスタンティン・ガルカ 2016-2017
- ペドロ・エマヌエル 2018-2019
- ペリクレス・シャムスカ 2022-2024, 2025-
- ロドルフォ・アルアバレーナ 2024-2025

## 歴代所属選手
- ムニル・エル・ハムダウィ 2016-2017
- ルチアン・スンマルテアン 2017
- ナイフ・ハザジ 2017-2018
- アドリアン・ポパ 2018
- ムハンマド・アル＝サフラウィ 2020-2021
- ミッチェル・デューク 2020-2021
- マテウス・カストロ 2023-2025